# Заболотинці
Заболо́тинці (до 1940-х років — Кнерути) — село в Україні, у Острожецькій сільській громаді Дубенського району Рівненської області. Населення становить 191 осіб.

## Назва
Давніше село називалось Кнерути.

## Географія
Село розташоване на лівому березі річки Осинище.

## Історія
Власниками чи посідачами села з 1545 були представників родів Гойських та Борейків.
Дерев'яна церква Казанської Ікони Божої Матері зведена 1890 року за гроші парафіян. За іншими джерелами рік зведення - 1887 
У 1906 році село Кнерути Малиниської волості Дубенського повіту Волинської губернії. Відстань від повітового міста 37 верст, від волості 3. Дворів 28, мешканців 254.
7 (20) листопада 1917 року, відповідно до Третього Універсалу Української Центральної Ради, увійшло до складу Української Народної Республіки.
До 2016 у складі Новосілківської сільської ради.
Від 2016 — в складі Острожецької сільської громади.
12 червня 2020 року, відповідно до розпорядження Кабінету Міністрів України № 722-р від «Про визначення адміністративних центрів та затвердження територій територіальних громад Рівненської області», увійшло до складу Острожецької сільської громади.
19 липня 2020 року, в результаті адміністративно-територіальної реформи та ліквідації Млинівського району, село увійшло до складу Дубенського району.

## Населення

### Мова
Розподіл населення за рідною мовою за даними перепису 2001 року:
| Мова       | Кількість | Відсоток |
| ---------- | --------- | -------- |
| українська | 191       | 100%     |